# Madhukar
Madhukar - Sri Madhukarji (født 1957 i Stuttgart, Tyskland) (navnet er sanskrit og betyder direkte oversat "Elsket, sød som honning") er en Advaita-mester og forfatter.
Madhukar er født og opvokset i Stuttgart. Efter endt økonomi- og filosofistudier på universitet arbejdede han som tv-journalist i Tyskland.
I sin søgen efter svar på livets spirituelle og filosofiske spørgsmål gennemgik han i 1980'erne en nær-død oplevelse, der førte til en stærk vækkelse.[kilde mangler] Da han blev færdig som yoga- og meditationslærer blev han discipel for den tantrisk-buddhistiske Dzogchen mester Namkhai Norbu. Han fortsatte sin søgen, som bragte ham til shamaner i Sibirien, Afrika og Sydhavsområdet, men han følte ikke at han fandt tilfredsstillende viden angående den grundlæggende virkelighed.[kilde mangler]
Under et besøg i Indien i 1992 hørte han rygter om "Løven fra Lucknow", en guru fra Advaita-traditionen. Han tog med det samme af sted på en 42-timers lang rejse over subkontinentet for at møde H.W.L. Poonja,[kilde mangler] en tilhænger af den kendte indiske vismand Ramana Maharshi. Advaita-Vedanta er en retning af hinduismen, en monistisk filosofi, som går tilbage til blandt andre Shankara (788 – 820 AD).[kilde mangler] Sri Poonja gav Madhukar hans navn.
Siden han kom tilbage til Europa i 1997, har han holdt foredrag om Advaita i offentlige møder. I dag fører Madhukar mesterlinjen fra Ramana Maharshi/H.W.L. Poonja videre ved at opfordre folk i offentlige møder til konsekvent at fokusere på spørgsmålet "Hvem er jeg?".[kilde mangler] På møderne, som består af dialoger og stilhed, bliver der mest rørt ved filosofiske/psykologiske emner, men også specifikke spørgsmål til livet og dagligdag bliver taget op.[kilde mangler] Hovedemner er spørgsmål angående "jeg-begrebet", om fri vilje og personlig frihed eksisterer, forholdet og sammenspil mellem krop, sind og sjæl og evnen til opleve kosmisk bevidsthed.[kilde mangler] Hensigten med møderne er at fremme selvbevidsthed og indre fred.[kilde mangler]

## Udgivelser
- Yoga der Liebe Arkiveret 22. september 2017 hos  Wayback Machine, Ganapati Verlag, 1.Auflage, ISBN 978-3-9813398-0-2
- Einssein, Lüchow Verlag, 1. Auflage, Stuttgart 2007, ISBN 978-3-363-03120-1
- The Simplest Way, Editions India, USA & India 2006, ISBN 81-89658-04-2
- Erwachen in Freiheit, Lüchow Verlag, German, 2.Edition, Stuttgart 2004, ISBN 3-363-03054-1
- La via più semplice, Om Edizioni, Bologna, ISBN 978-88-95687-22-3
- DIALOGER MED MADHUKAR, GML Print on Demand AB, 2009, ISBN 978-91-86215-28-6